# فلوريان مولر (لاعب كرة قدم)
فلوريان مولر (بالألمانية: Florian Müller)‏ (13 نوفمبر 1997 بزارلوييس في ألمانيا - ) هو لاعب كرة قدم ألماني في مركز حراسة المرمى. شارك مع منتخب ألمانيا تحت 19 سنة لكرة القدم.

## وصلات خارجية
- فلوريان مولر (لاعب كرة قدم) على موقع الاتحاد الأوربي (الإنجليزية)
- فلوريان مولر (لاعب كرة قدم) على موقع قاعدة بيانات كرة القدم.إي يو (الإنجليزية)
- فلوريان مولر (لاعب كرة قدم) على موقع بيانات كرة القدم. دي إي (الألمانية)
- فلوريان مولر (لاعب كرة قدم) على موقع Soccerway.com (الإنجليزية)
- فلوريان مولر (لاعب كرة قدم) على موقع عالم كرة القدم.نت (الإنجليزية)
- فلوريان مولر (لاعب كرة قدم) على موقع أوليمبيديا (الإنجليزية)
- فلوريان مولر (لاعب كرة قدم) على موقع اللجنة الأولمبية الألمانية (الألمانية)
- فلوريان مولر (لاعب كرة قدم) على موقع AS.com (الإسبانية)